# Stockholm (South Dakota)
Stockholm ist eine kleine Ortschaft im amerikanischen Bundesstaat South Dakota in den USA. Stockholm liegt im Grant County. Die Ortschaft wurde 1924 gegründet und hat eine Fläche von 1,1 km². Das U.S. Census Bureau hat bei der Volkszählung 2020 eine Einwohnerzahl von 102 ermittelt.
Stockholm besitzt ein Café, einige Geschäfte und ein Postbüro.